# 215. strelska divizija (ZSSR)
215. strelska divizija (izvirno rusko 215. стрелковая дивизия; kratica 215. SD) je bila strelska divizija Rdeče armade v času druge svetovne vojne.

## Zgodovina
Divizija je bila ustanovljena aprila 1941 v Rovnu, bila uničena septembra istega leta v Kijevu in bila ponovno ustanovljena aprila 1942 v Nelidovu. Leta 1965 so jo preoblikovali v 124. motorizirano strelsko divizijo.